# Bataille de Warburg
Guerre de Sept Ans
Batailles
- Minorque (navale) (1756)
- Pirna (1756)
- Lobositz (1756)
- Reichenberg (1757)
- Prague (1757)
- Kolin (1757)
- Hastenbeck (1757)
- Gross-Jägersdorf (1757)
- Moys (1757)
- Rochefort (1757)
- Rossbach (1757)
- Breslau (1757)
- Leuthen (1757)
- Carthagène (navale) (1758)
- Olomouc (1758)
- Saint-Malo (1758)
- Rheinberg (1758)
- Krefeld (1758)
- Domstadl (1758)
- Cherbourg (1758)
- Zorndorf (1758)
- Saint-Cast (1758)
- Tornow (1758)
- Lutzelberg (1758)
- Hochkirch (1758)
- Bergen (1759)
- Kay (1759)
- Minden (1759)
- Kunersdorf (1759)
- Neuwarp (navale) (1759)
- Hoyerswerda (1759)
- Baie de Quiberon (navale) (1759)
- Maxen (1759)
- Meissen (1759)
- Glatz (1760)
- Landshut (1760)
- Corbach (1760)
- Emsdorf (1760)
- Dresde (1760)
- Warburg (1760)
- Liegnitz (1760)
- Rhadern (1760)
- Berlin (1760)
- Kloster Kampen (1760)
- Torgau (1760)
- Belle-Île (1761)
- Langensalza (1761)
- Cassel (1761)
- Grünberg (1761)
- Villinghausen (1761)
- Ölper (1761)
- Kolberg (1761)
- Wilhelmsthal (1762)
- Burkersdorf (1762)
- Lutterberg (1762)
- Reichenbach (1762)
- Almeida (1762)
- Valencia de Alcántara (1762)
- Nauheim (1762)
- Vila Velha de Ródão (1762)
- Cassel (1762)
- Freiberg (1762)

- Jumonville Glen (1754)
- Fort Necessity (1754)
- Fort Beauséjour (1755)
- 8 juin 1755
- Monongahela (1755)
- Petitcoudiac (1755)
- Lac George (1755)
- Fort Bull (1756)
- Fort Oswego (1756)
- Kittanning (1756)
- En raquettes (1757)
- Pointe du Jour du Sabbat (1757)
- Fort William Henry (1757)
- German Flatts (1757)
- Lac Saint-Sacrement (1758)
- Louisbourg (1758)
- Le Cran (1758)
- Fort Carillon (1758)
- Fort Frontenac (1758)
- Fort Duquesne (1758)
- Fort Ligonier (1758)
- Québec (1759)
- Fort Niagara (1759)
- Beauport (1759)
- Plaines d'Abraham (1759)
- Sainte-Foy (1760)
- Neuville (1760)
- Ristigouche (navale) (1760)
- Mille-Îles (1760)
- Signal Hill (1762)

- Cap-Français (1757)
- Martinique (1759)
- Guadeloupe (1759)
- Dominique (1761)
- Martinique (1762)
- Cuba (1762)

- Chandernagor (1757)
- Plassey (1757)
- Gondelour (1758)
- Négapatam (navale) (1758)
- Condore (1758)
- Madras (1758)
- Pondichéry (navale) (1759)
- Masulipatam (1759)
- Chinsurah (1758)
- Wandiwash (1760)
- Pondichéry (1760-1761)
- Manille (1762)

- Saint-Louis (1758)
- Gorée (1758)
- Gambie

La bataille de Warburg est un épisode de la guerre de Sept Ans qui eut lieu le 31 juillet 1760 entre l'armée française de Louis de Félix d'Ollières et les armées coalisée de Brunswick, de Hesse-Cassel de Hanovre et du Royaume de Grande-Bretagne, commandées par le prince Ferdinand de Brunswick. La bataille s'est soldée par une défaite française.

## Déroulement
L'armée alliée est enfermée à Hohenkirchen, dans le triangle formé par les rivières Weser et Diemel. Le duc de Broglie, commandant en chef des Français, entend l'encercler afin de la neutraliser pour de bon. La bataille prend place le 31 juillet mais dans leurs manœuvres, les forces françaises commettent des erreurs. Elles étalent trop leurs forces, en particulier, le corps du chevalier du Muy qui est séparé des principales forces françaises par une distance de trois milles prussiens (environ 25 kilomètres).
De plus, ce dernier commet une lourde faute de lecture du terrain en n'occupant pas un point haut à la gauche de son dispositif qui s'avèrera être un élément clef de la bataille.
L'artillerie des coalisées, mieux positionnée, ainsi que les manœuvres hardies du prince héritier Charles-Guillaume-Ferdinand de Brunswick leur permettent de prendre l'avantage. Du Muy est contraint à la retraite lorsque sa seule voie de replie est menacée. Or, au stade finale de la bataille et tandis que la retraite est engagée, vingt-deux escadrons de la cavalerie anglaise sous le commandement du marquis de Granby s’élancent contre l’armée française. La cavalerie qui couvrait la retraite est repoussée malgré sa supériorité numérique et l’attaque provoque la panique dans les rangs français.
La reformation et une contre-attaque de la cavalerie française permet d’éviter un désastre complet, mais les pertes subies lors du franchissement à gué de la Diemel sont lourdes.

## Bilan
Les pertes françaises s'élèvent à 4203, en incluant blessés, tués, prisonniers et noyés, ainsi que 8 canons. Les coalisés perdent quant à eux près de 1200 hommes.
La défaite est sévère pour les armées de Louis XV, toutefois les coalisés ne se lancent pas à la poursuite des Français, qui avaient déjà fait passer leurs équipages en arrière de la rivière Diemel et parvinrent à se réorganiser derrière cette ligne.

## Conséquences
Les pertes sont lourdes (1/4 ou 1/5 de l'effectif du corps de Du Muy) et affaiblissent quelque peu le potentiel de combat des armées françaises, tout en redonnant encore un peu de moral aux Anglais et à leurs alliés après leur défaite de Corbach, mais elle ne permet pas d'inverser le cours de la campagne.
Bien au contraire, le jour même de la bataille, la ville de Cassel est prise par les Français, ce qui constitue une perte que les bénéfices de cette victoire ne permettent pas de compenser. La ville de Münden est prise également dans les jours qui suivent.
Le duc de Broglie, qui avait fait irruption dans le camp abandonné de l'armée alliée près de Hohenkirchen (Thuringe), fut très surpris de n'y trouver aucun ennemi. Bientôt, il reçut des nouvelles de l'attaque alliée sur Warburg et y envoya immédiatement d'importants renforts, qui, cependant, revinrent rapidement après avoir rencontré en chemin les restes du corps vaincu de du Mouy.

## Fiction
La bataille de Warburg est évoquée dans un épisode du roman Mémoires de Barry Lyndon de William Makepeace Thackeray (1844) et dans une scène du film homonyme de Stanley Kubrick, Barry Lyndon (1975).